# Spirobolellus globiclunis
Spirobolellus globiclunis är en mångfotingart som beskrevs av Carl Graf Attems 1910. Spirobolellus globiclunis ingår i släktet Spirobolellus och familjen slitsdubbelfotingar. Inga underarter finns listade i Catalogue of Life.